# Partido de General Viamonte
General Viamonte es uno de los 135 partidos de la provincia argentina de Buenos Aires. Se encuentra en el noroeste de la provincia. Su cabecera es la localidad de Los Toldos.

## Superficie y límites
La superficie del Partido de General Viamonte es de 2150 km² o 215.000 ha . Su extensión representa el 0,7% de área correspondiente a la provincia de Buenos Aires. Limita al norte con el partido de Junín, al este con el partido de Bragado, al sur con el partido de Nueve de Julio y al oeste con el partido de Lincoln.

## Población
Según los resultados definitivos del censo de 2022 la población del partido alcanza los 22.649 habitantes.
| Población | 15.524 | 19.139  | 16.674  | 16.229 | 16.971 | 17.744 | 17.641 | 18.074 | 22.649 |
| Variación | -      | +23,28% | -12,87% | -2,66% | +4,57% | +4,55% | -0,58% | +2,4%  | +25,3% |

Fuente: Instituto Nacional de Estadísticas y Censos, INDEC

## Rutas
La Ruta Provincial 65 cruza el Partido de General Viamonte de sureste a noroeste.
Esta ruta provincial, es la más importante y la única que pasa por la localidad de Los Toldos, por lo tanto, la misma ha adquirido una vital importancia, no solo para esta ciudad, sino también para todo el Partido. Las ciudades aledañas con las que primero nos conecta esta ruta son Nueve de Julio al sureste y Junín al noroeste.

### Lista de rutas
- Ruta Provincial 46
- Ruta Provincial 65
- Ruta Provincial 70

## Caminos de tierra internos
Estos caminos son muchos y se encuentran diseminados en prácticamente todas las direcciones. Estos caminos permiten la conexión interna, no solo de todas las localidades del Partido entre sí, sino también con todos los campos o lugares donde se desarrolla la actividad agropecuaria; por lo que significan también de vital importancia para todo el Partido.

## Listado de intendentes desde 1983
| Intendente                | Mandato                                           | Partido |
| Elio Arnaldo Torregiani   | 10 de diciembre de 1983 - 10 de diciembre de 1987 | UCR     |
| Carmelo Antonino Cotroneo | 10 de diciembre de 1987 - 10 de diciembre de 1991 | PJ      |
| Elio Arnaldo Torregiani   | 10 de diciembre de 1991 - 10 de diciembre de 1995 | UCR     |
| Juan Carlos Bartoletti    | 10 de diciembre de 1995 - 10 de diciembre de 1999 | PJ      |
| Elio Arnaldo Torregiani   | 10 de diciembre de 1999 - 10 de diciembre de 2003 | UCR     |
| Juan Carlos Bartoletti    | 10 de diciembre de 2003 - 1 de julio de 2014      | PJ      |
| Javier Carlos Mignaquy    | 1 de julio de 2014 - 10 de diciembre de 2015      | PJ      |
| Franco Flexas             | 10 de diciembre de 2015 - al presente             | UCR     |

## Historia
Fundado con el nombre de Los Toldos el 31 de julio de 1908, con tierras de los partidos de Lincoln, Nueve de Julio y Bragado. En ellas quedaban incluidos los campos que, abarcando unas 6 leguas cuadradas, fueran concedidos por ley de 1866 al pueblo originario mapuche del cacique Ignacio Coliqueo para su establecimiento en el paraje "Tapera de Díaz", donde levantaran sus tolderías en 1863. La radicación y permanencia de esta tribu explica la designación del distrito.
El pueblo formado alrededor de la "Estación Los Toldos" del ferrocarril Oeste, delineado en 1894 por el agrimensor Mariano Quintana, fue declarado cabeza de partido con el mismo nombre. Uno y otro fueron reemplazados por el de General Viamonte en 1910, no así el de la estación ferroviaria que continuó llamándose "Los Toldos".  

## Localidades del Partido
Población según censo 2010
- Los Toldos 14.496 hab.
- Baigorrita 1.848 hab.
- Zavalía 327 hab.
- San Emilio 142 hab.
- La Delfina 25 hab.

Parajes
- Chancay
- Quirno Costa
- San Francisco